# Qasr al Wizz
Pour les articles homonymes, voir Wizz.
Qasr al Wizz (parfois orthographié Kasr el Wizz) est un monastère nubien situé sur un promontoire rocheux, à trois kilomètres au nord de Faras, au sud de l’Égypte. Son nom signifie "Palais des oies" en arabe. Il était dédié à Apa Dioscorus (Dioscore Ier d'Alexandrie) selon Artur Obluski (sur la base d'inscriptions et de manuscrits découverts sur le site). Ce site composé d'une grande église et du monastère lui-même a été occupé du VIe au XIIIe siècle, il s'agissait d'un important site de pèlerinage. Submergé sous le lac Nasser, il a été fouillé par l’archéologue Georges T. Scanlon de l’Institut oriental de l’Université de Chicago en 1965.

## Recherches archéologiques
Le site fut étudié successivement par Somers Clarke (1899), Geoffrey Mileham (1910), Francis Llewellyn Griffith (1926), et par Harry S. Smith (1961). Les fouilles ont réellement démarré avec les travaux de Keith Seele durant les années 1960 et puis par ceux de George T. Scanlon du 15 octobre au 1er décembre 1965.
Les premières fouilles effectuées par Keith Seele révèlent la présence d'une église et du monastère attenant. Un premier plan du site est proposé. George T. Scalon déblaie ensuite intégralement le site durant 3 semaines et détermine les principales étapes de construction du complexe monacal : église primitive, église agrandie et monastère.

## L'église

### L'église primitive
George T. Scanlon date cette première église de la période 550 - 750.
L'église est construite en briques d'adobe selon un plan original légèrement différent des types d'architecture définis dans la classification d'Adams. Artur Obłuski compare son architecture aux églises égyptiennes du Ve siècle
Ses dimensions sont de 12,5 m x 8,75 m (nef : 2,6 m de large, bas côtés : 1,5 m et 1,6 m de large).
Elle est bâtie selon un axe Nord-Ouest - Sud-Est et comporte un narthex, une nef (naos), deux bas côtés et le sanctuaire (haikal) flanqué de deux sacristies (prothesis et diakonikon ne communiquant pas entre eux). 

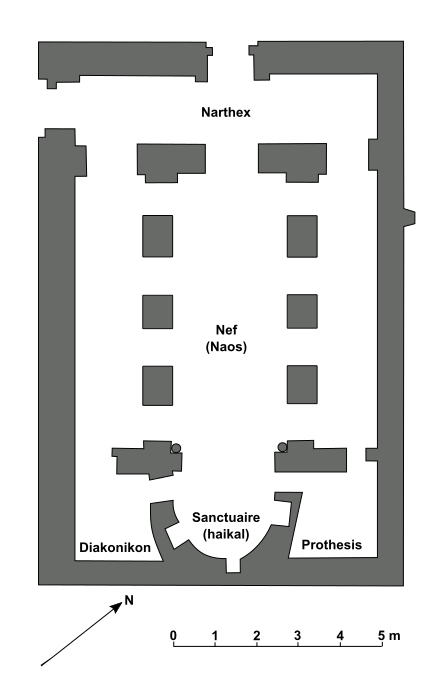
Église primitive (d'après le plan de Georges T. Scanlon)

L'entrée est située au niveau du narthex à l'extrémité du mur sud-ouest. Le narthex est limité par deux gros piliers marquant le début de la nef. Nef et bas-côtés sont séparés par deux rangées de trois piliers. Les deux sacristies sont accessibles par les bas côtés, leur entrée respective est marquée par la présence de piliers rectangulaires flanqués de colonnes en granite rose d'Assouan supportant l'arc triomphal. Ces deux piliers sont ornés de chapiteaux sculptés. Un ambo (équivalent à une chaire) dont il ne subsiste que des traces était installé entre deux piliers séparant la nef et le bas côté nord-est. Le sanctuaire est occupé par une tribune semi-circulaire (synthronon) percée de trois niches comme dans beaucoup d'églises nubiennes. L'abside est plane. À l'intérieur du diakonikon, un réservoir de forme trapézoidale tenait lieu de baptistère. Une amphore semi enterrée contenait le liquide de baptême.
Narthex, nef et bas côtés étaient voûtés, le sanctuaire était couvert par un semi-dôme. Le plancher est constitué de dalles de grès reposant sur un sol en terre battue.
Un magnifique linteau, sculpté de deux portails miniatures et de croix de malte, fut découvert dans le narthex, il était situé au dessus de la porte percée plus tardivement au Nord-Ouest de l'église. Cette porte est flanquée de deux pieds-droits engagés et sculptés (croix de Malte). Ils sont surmontés chacun d'une imposte également sculptée (rosaces et croix de malte) supportant le linteau.
Des fragments de fresques analogues à celles des églises de Faras furent découverts dans les décombres du narthex.
Le passage du bas-côté Sud-Ouest vers le diakonikon était surmonté d'un linteau supportant un tympan semi-circulaire finement sculpté de filets rayonnants agrémentés de figurations de poissons (fragments découverts dans les décombres).
Une architrave décorée de croix de Malte a été découverte dans le Prothesis, mais elle semble provenir d'un autre emplacement du complexe religieux.
Narthex, nef et bas côtés étaient voûtés, le sanctuaire était couvert par un semi-dôme.
Le plancher est constitué de dalles de grès reposant sur un sol en terre battue.

### La grande église
Selon George T. Scanlon, la grande église, extension de l'église primitive, daterait de la période 750-950 (première partie de la période chrétienne classique en Nubie). Elle aurait été utilisée jusqu'en 1200.
Cet extension serait due selon Artur Obluski au nombre important de pèlerins se rendant sur le site.
La grande église s'étend maintenant sur une espace à peu près rectangulaire de 22,5 m de longueur sur 20 m le largeur.
Trois nouvelles pièces sont construites au nord-ouest dans le prolongement du narthex de l'église primitive. Jouxtant le narthex primitif, deux pièces, séparées par un couloir. L'une d'entre elles est occupée par un escalier permettant de desservir un hypothétique étage supérieur. Au delà de ces deux pièces, un nouveau narthex ouvert par une porte située au sud-est comme dans le narthex primitif. L'escalier, en partie effondré, menait à une porte à linteau sculpté (croix de Malte) derrière laquelle se trouvait une chambre funéraire. 

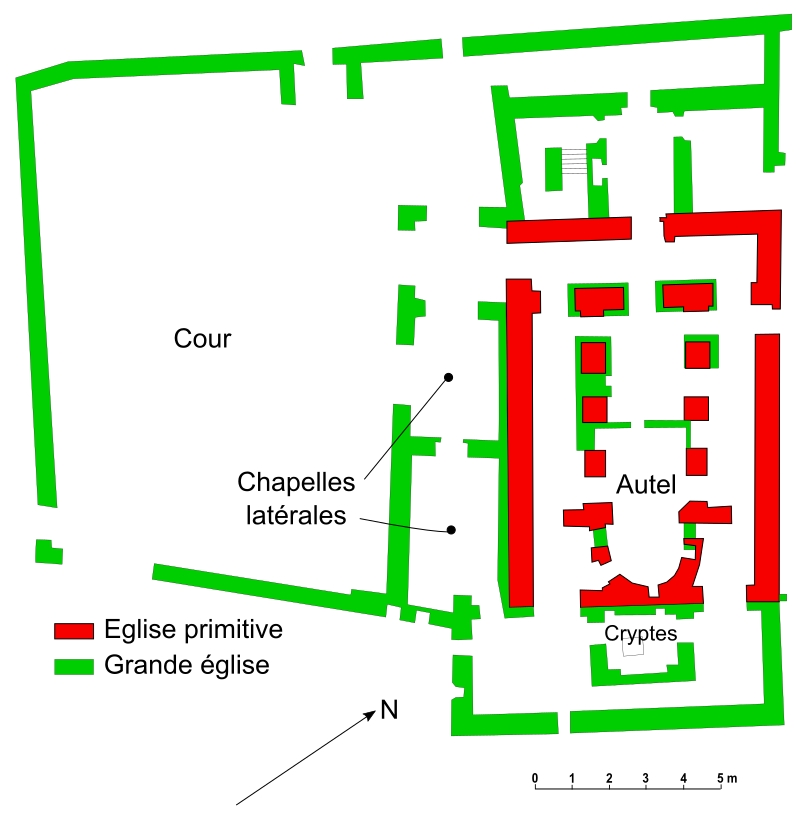
Grande église (d'après le plan de George T. Scanlon)

Symétriquement, trois autres pièces sont ajoutées derrière le sanctuaire primitif. Deux de ces pièces sont les prolongements des deux sacristies primitives avec lesquelles elles communiquent, elles entourent une petite pièce carrée où fut révélé un passage menant à deux cryptes souterraines taillées dans le rocher et contenant des restes de sépultures (pas de squelettes mais des vestiges de cercueils). Des cryptes comparables ont été découvertes à Faras, elles y abritaient des sépultures d'évêques. L'une des deux pièces entourant l'accès aux cryptes contenaient également des sépultures sous le dallage en grès. Dans ces trois pièces de nombreux débris de poterie et fragments de parchemins jonchaient le sol.
Trois autres pièces sont de nouveau ajoutées le long du mur sud-ouest de l'église primitive, il pourrait s'agir de chapelles latérales. Ces trois pièces débouchent sur une grande cour ouverte à l'air libre.
Toutes ces nouvelles pièces sont voûtées.
À l'intérieur de l'église primitive les trois piliers séparant la nef du bas-côté sud-ouest sont consolidés en un seul grand pilier rectangulaire. Cette consolidation pourrait s'expliquer par l'adjonction d'un étage supérieur à l'église primitive. À la tribune semi-circulaire du sanctuaire de l'église primitive est ajouté un siège épiscopal surélevé. Le sanctuaire est agrandi côté nef ce qui permet d'y installer un autel. Une entrée est percée dans le mur nord-est pour accéder au monastère.

## Le monastère
Le monastère aurait été fondé entre 750 et 850 et aurait connu un agrandissement vers 950. Sa fondation serait contemporaine de l'agrandissement de l'église.
Le monastère est entouré de murs et construit en pierres sauf pour les niches, entourages de portes et voûtes qui sont constitués de briques d'adobe. Il s'étend au nord-est de l'église et dispose de trois entrées :
- l'une au nord-ouest permettant d'accéder aux salles du rez de chaussée et à l'étage,
- une poterne au nord-est au niveau des espaces de service,
- une entrée au sud-est permettant d'accéder au monastère depuis la rivière située en contrebas[23].

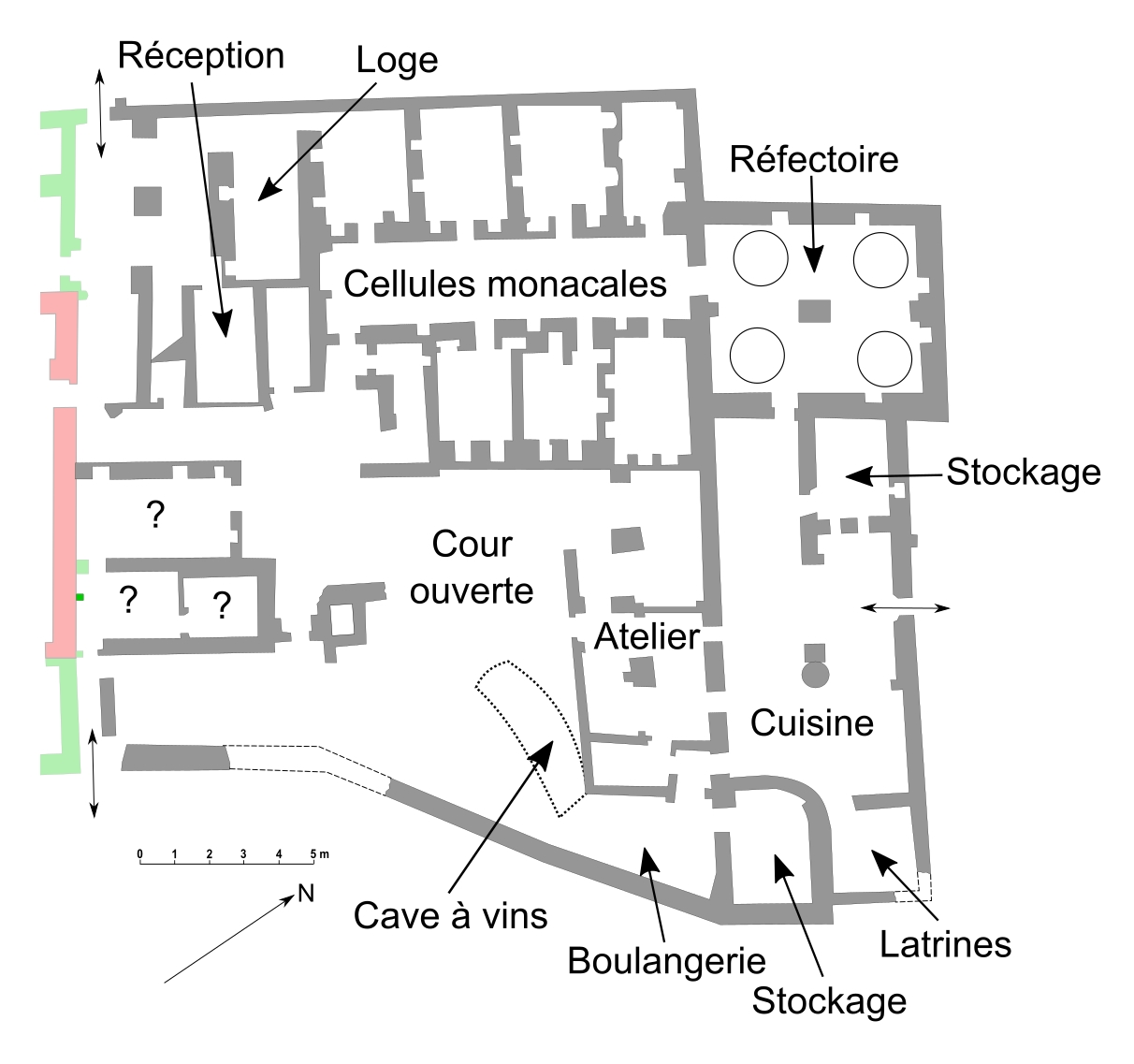
Monastère (d'après le plan de George T. Scanlon)

L'entrée nord-ouest était contrôlée par un portier qui disposait d'une loge attenante. Les visiteurs étaient reçus dans une salle de réception située à proximité de cette entrée.
Les moines étaient logés dans sept cellules réparties de part et d'autre d'un couloir au rez de chaussée et huit cellules disposées de manière similaire à l'étage (disposition identique à celle rencontrée à Ghazali). Chaque cellule a une surface d'environ 12 m2 et dispose de niches pour le rangement et d'une banquette, elles sont voûtées au rez-de-chaussée.
Le couloir desservant les cellules du rez-de-chaussée mène au réfectoire.
Le réfectoire est une pièce rectangulaire. Un pilier central y supporte quatre voûtes en dômes elliptiques. Les bancs sont constitués de quatre plates-formes circulaires surélevées. Cette salle pouvait accueillir une vingtaine de personnes.
Des aires de service communiquent avec le réfectoire : cuisines, boulangerie, magasins et peut-être un atelier.
Une cour non couverte permet d'aller des cellules monacales à l'atelier.
Depuis les aires de service, les moines pouvaient accéder à une grande cave à vin enterrée mais aérée par un circuit d'air.
Artur Obluski mentionne également la présence d'un espace destiné à l'administration du monastère (diakonia) gérée par un oikonomos. Cet espace aurait pu être situé dans les pièces attribuée à un atelier par George T. Scanlon.
Les latrines occupaient le coin est du monastère.

## Manuscrits

### Pages simples et fragments
Plusieurs manuscrits ont été découverts durant les fouilles du monastère, selon Artur Obluski, certains ont probablement été écrits dans des scriptoria de moyenne et haute Égypte. les textes sont en copte, grec ou vieux nubien.
- une liste de propriétés rurales s'étendant sur une longueur de 100 km le long du Nil de Qasr Ibrim à Adindan, cette extension pourrait indiquer que les moines n'avaient pas eux-mêmes d'activité agricole[31],
- une lettre d'un éparque de Nobatie, les moines effectuaient en effet diverses tâches administratives pour le fonctionnement de la province[32],
- un manuscrit presque complet du Liber Institutionis Michaelis (création de l'Archange Saint Michel)[33],
- un manuscrit racontant l'histoire des Quarante martyrs de Sébaste, probablement conservé dans une amulette[34],
- deux exemplaires de la vie d'Apa Dioscorus (Dioscore Ier d'Alexandrie)[3],
- des vies de deux saintes (Vitae de Hilaria et de Marina)[35].

### Codex de Qasr al Wizz
Ce codex a été découvert dans une salle du monastère par George T. Scanlon, il était dans un état pratiquement intact. Il est écrit dans le dialecte sahidique du copte. Il est conservé dans le musée d'Assouan.
Il mesure 16,7 cm x 10 cm et contient 34 pages de 9 à 13 lignes chacune. Il pourrait dater l'an mille.
Le verso du premier feuillet est enluminé d'une croix ornée de bandes entrelacées dans le style copte. Toutes les autres pages sont décorées de motifs géométriques, végétaux, zoomorphes et anthropomorphes. Un crocodile est reproduit sur la 8e page,.
Il contient deux textes :
- un dialogue entre le Sauveur et les apôtres sur le mystère de la croix, le dialogue se déroule au Mont des Oliviers,
- un hymne à la croix (connu internationalement sous la dénomination "Gospel of the Savior")